# 홋카이도견

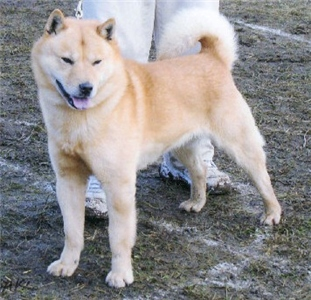
홋카이도견

홋카이도견(일본어: 北海道犬 홋카이도켄[*])는 아이누족들이 사육한 일본견이다. 아이누견이라고도 불린다.

## 역사
죠몽 시대 초기에 죠몽인이 동북지방에서 홋카이도로 건널 때에 동반한 마타기 개(산악 수렵개)가 홋카이도견[아이누 개]의 조상이라고 생각되고 있다. 아이누는 이 개를 세타(seta)라고 부르면서 큰곰이나 에조 사슴의 수렵, 이것에 부대·관련하는 제작업에 이용해 왔다.
야요이 시대에 들어가면 일본에 이주한 도래인에 의해 초래된 개와 일본 재래개(이른바죠몽개)와의 사이에 혼혈이 시작은 되었지만 지리상의 이유로부터 홋카이도에서는 도래계의 개의 유전적 영향은 최소한에 머물러 죠몽개의 혈통이 유지되었다는 것이 현재 정설에 되고 있다. 이것은 타나부 유이치가 개의 혈액 분석을 행하여 류큐개와 홋카이도개에게 유사성을 볼 수 있는 것부터 도출된 가설이다. 현재 유적으로부터 발견되고 있는 죠몽개의 뼈와 홋카이도개에게 체격이나 골격의 특징에 유사성을 보이지 못하고 또 미토콘드리아 DNA의 해석에서는 다른 결과도 나와 있다. 다른 설에서는 가마쿠라 시대에 혼슈에서 홋카이도로 이주한 사람들에게 이끌려 온 중형의 짐승 사냥개가 조상은 아닐까도 한다.

## 같이 보기
- 시바견